# Liste der Monuments historiques in Auge (Ardennes)
Die Liste der Monuments historiques in Auge führt die Monuments historiques in der französischen Gemeinde Auge auf.

## Liste der Objekte
| Bezeichnung                                                      | Beschreibung            | Standort                        | Kennzeichnung | Schutzstatus | Datum | Bild |
| ---------------------------------------------------------------- | ----------------------- | ------------------------------- | ------------- | ------------ | ----- | ---- |
| Epitaph für Jacques und Louis de Corderand und Marguerite Bultot | Marmor, bezeichnet 1723 | in der Kirche St-Gorgery (Lage) | PM08000032    | Classé       | 1972  |      |